# NGC 19
NGC 19 ist eine Balken-Spiralgalaxie vom Hubble-Typ SBbc mit aktivem Galaxienkern im Sternbild Andromeda am Nordsternhimmel. Sie ist schätzungsweise 222 Millionen Lichtjahre von der Milchstraße entfernt und hat einen Durchmesser von etwa 70.000 Lichtjahren. Vom Sonnensystem aus entfernt sich die Galaxie mit einer errechneten Radialgeschwindigkeit von näherungsweise 4.800 Kilometern pro Sekunde.
Gemeinsam mit 17 weiteren Galaxien ist sie Mitglied der Lyons Groups of Galaxies LGG 1 um NGC 7831. Im selben Himmelsareal befinden sich unter anderem die Galaxien NGC 20, NGC 29, PGC 819, PGC 854.
Das Objekt wurde am 20. September 1885 von dem US-amerikanischen Astronomen Lewis A. Swift entdeckt.